# Ben Aldridge
Bennie Leo Aldridge (24 de Outubro de 1926 - 14 de Maio de 1956) também conhecido como Ben Aldridge, foi um defensive back e halfback na National Football League, que jogou no New York Yanks, no Dallas Texans, no San Francisco 49ers e no Green Bay Packers. Aldridge jogou na universidade de Oklahoma e jogou 43 partidas profissionais de 1950-1953.